# Metacharis regalis
Metacharis regalis is een vlindersoort uit de familie van de prachtvlinders (Riodinidae), onderfamilie Riodininae.
Metacharis regalis werd in 1867 beschreven door Butler.